# Київський православний собор 1640

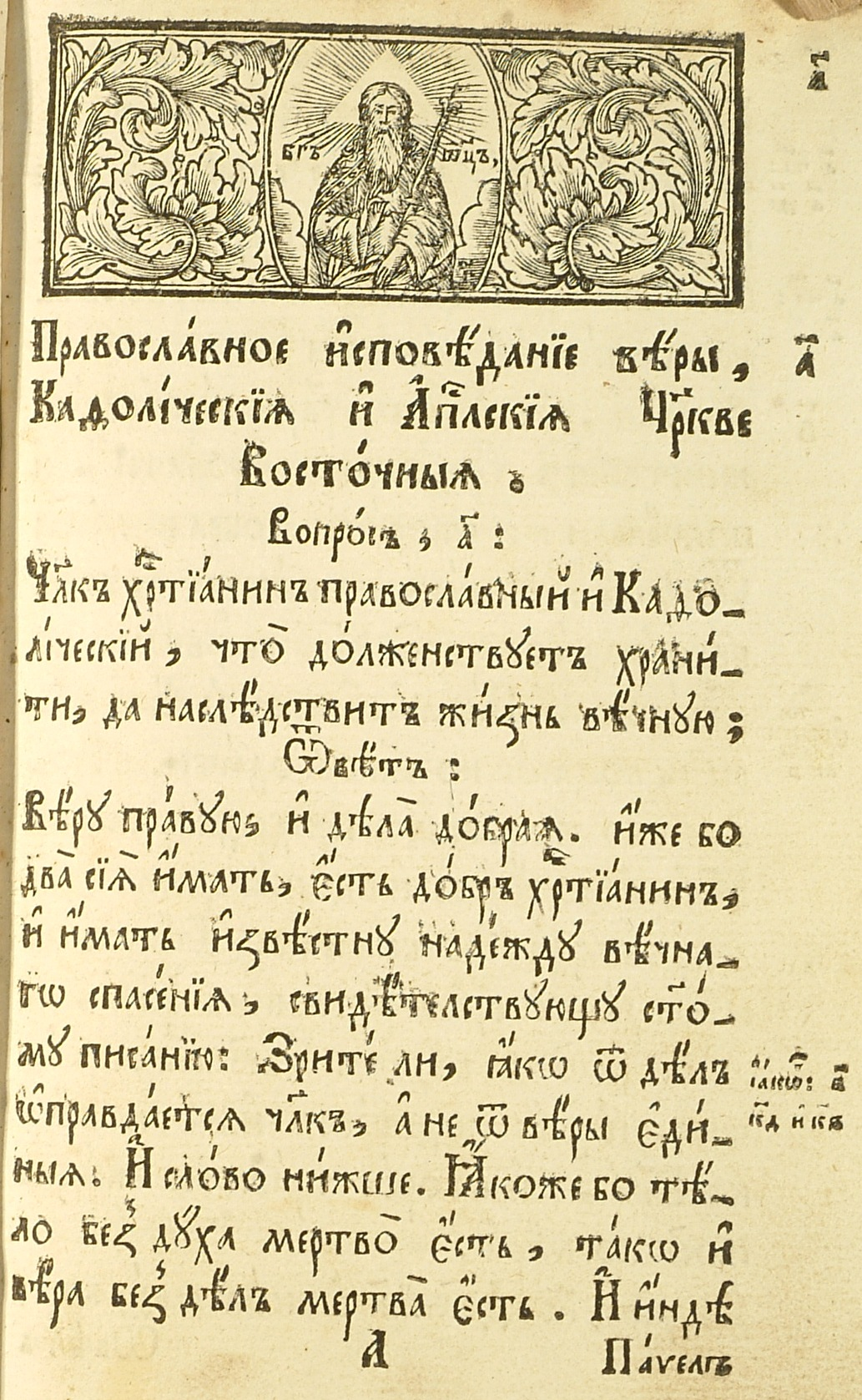
«Православне сповідання віри» — впливовий катехізис Петра Могили, що його вперше було затверджено на Київському православному соборі 1640 року

Київський православний церковний собор 1640.
Проходив 8–18 вересня у кафедральній церкві святої Софії. Був скликаний за ініціативою митрополита Київського Петра Могили. У своєму запрошувальному посланні, зокрема до Луцького братства, митрополит зазначив, що собор має усунути розбіжності в справі церковних канонів і чинів українського православ'я, які спричиняють розбрат поміж духовенства. 

## Учасники собору
До складу собору ввійшли: митрополит Київський Петро Могила, представник Луцької єпархії – єп. Ісаакій, представник Львівської єпархії – єп. Авраамій, Перемишську єпархію представляв отець Панкратій Григорович, Мстиславську єпархію – о. Софроній Чижевський, окрім послів від єпархій, були присутні: Слуцький архмандрит Самуїл Шитик, ігумен Миколаївського монастиря м. Києва о. Ісая та делегати від чорного й білого духовенства та мирян, переважно від братств. Керував собором як його «маршалок» архімандрит Луцький Самуїл (Шицік), записи промов вели  Йосиф Кононович-Горбацький та Інокентій Ґізель.

## Хід собору
Відкрив собор св. Петро Могила, який виголосив довгу промову про підготовку до собору, а архієреї подякували Київському митрополиту за пастирську турботу. Після цього головуючим собору був обраний архімандрит Самуїл Шитик, який зайняв своє місце та сповістив про регламент роботи собору. З іншого джерела ми можемо знайти відомості про писарів собору: Йосифа Кононовича, ректора Київських шкіл, та Інокентія Гізеля, ректора Гойської колегії .
На наступний день собору після ранньої Літургії ректор київських шкіл говорив проповідь про значення соборів в устрої Православної Церкви та наводив приклади відомих соборів та їхніх постанов для успішних вирішень нагальних проблем. Далі головуючих собору запросив до слова о. Ісаю, ігумена Миколаївського монастиря, для розлогого докладу про причини та завдання Київського собору. У своїй промові о. Ісая, зокрема, зазначив, що однією з найбільш деструктивних проблем життя митрополії є відсутність сучасних перекладів церковних книжок. Опоненти православ’я, користуючись нагодою, надрукували польською мовою, зрозумілою для більшості, власні книги із уніатським вченням, проте видають їх за православні, через що спокусили та ввели в оману велику кількість вірних. З метою порятунку пастви св. Петро Могила запропонував на розгляд та затвердження собору православний «Катехізис». Таким чином, собор перейшов до обговорення тексту «Катехізису», починаючи із «Символу віри».
На початку собору Ісайя Козловський-Трофимович оголосив головну тему зібрання — обговорення Катехізису, який мав виправити поширені серед духовенства різночитання православного канону та розбіжності в трактуванні чинів. Основними авторами Катехізису були Петро Могила та Ісайя Трохимович-Козловський. Активну участь у його підготовці також брали всі члени «Могилянського атенею». Обговорення тривало впродовж тижня, після цього текст Катехізису був рекомендований для розгляду на соборі церков православного Сходу, який відбувся 15 вересня — 30 жовтня 1642 в Яссах. 11 березня 1643 текст Катехізису з поправками, що вніс до нього грецький богослов Мелетій Сірігоса, був затверджений православними патріархами Парфенієм Константинопольським, Іоанікієм Александрійським, Макарієм Антіохійським та Паїсієм Єрусалимським; у своєму приписі патріархи зазначили, що книга є «в усьому правдива і православна» й радили її читати «кожному християнинові Східної і Апостольської церкви». Катехізис відомий нині під назвою «Православне сповідання віри».
На третій день роботи, 10 вересня, собор продовжив розгляд «Катехізису», а саме про місце перебування душ праведних та приватний суд для кожної особи відразу після смерті. Окрім питань віровчення, отці собору перейшли і до практичних сторін життя: узгодили священнодійства при звершенні таїнства Хрещення, Вінчання та Євхаристії; визначили використовувати утвар із срібла та олова; заборонили висвячувати в пресвітери неосвічених та допускати до звершення церковних служб священиків-двоєженців; прийняли постанови про заборону «нюхати тютюн». У цей день також була розглянута скарга Київського митрополита на самочинний друк львівським Успенським братством богослужбових книг «Євангеліє», «служебник» та ін. і було постановлено заборонити друкувати й купувати їх «під страхом клятви».
11 вересня отці собору мали дискусію про походження людських душ, а також по перебування душ грішників та праведників. Щодо останнього питання розгорілася полеміка між о. Ісаєю та святителем Петром Могилою, так що було вирішено з даного приводу надіслати запит до Вселенського Патріарха. Цього дня також богословські диспути чергувалися з питанням практичного характеру: заборонено, щоб єврейка приймала роди в християнки та навпаки; дозволено при смертельній необхідності хрестити немовлят повитухам; постановлено споживати єлей, що освячується під час всенічного бдіння, не залишаючи його на наступну службу; єлей же після Соборування необхідно спалювати; визначено хресний хід іти тільки проти руху сонця, а священику під час похоронної процесії – перед небіжчиком; розглянуто питання про сповідь хворих та засуджених і про святкування торжествених та звичайних свят. Також цього дня було затверджено встановити судову колегію в складі чотирьох членів, що вибираються з єпархіального духовенства, для розгляду позовів про суперечки та непорозуміння між духовними особами. Духовний суд та виклики до нього повинні відбуватися безкоштовно, і тільки після судового вироку винний був зобов’язаний сплатити судове мито. На жаль, ми не маємо докладних відомостей щодо організації і функціонування даного суду, але цікава сама вже ідея призначати в консисторію чотирьох депутатів для розгляду судових справ поміж духовенством.
П’ятого дня продовжили розбирати Символ віри зі слів «вірую в єдину, святу та соборну Церкву». Отці собору обговорили, що означає слово «у Церкву», а також розглянуто всі православні Таїнства та формули їхнього звершення. Запитання о. Панктратія про достеменний час перетворення Святих Дарів викликало настільки жваву дискусію, що було вирішено і про це питання написати до Святійшого Патріарха Константинопольського. Після обіду учасники собору перейшли до практичного обговорення православного побуту та вирішили, щоб християни не працювали у євреїв кухарями та не купували в них м’яса, яке вони, швидше за все, перед тим оскверняють. 
14 вересня собор завершив розгляд Символу віри та перейшов до роз’яснення молитви «Отче наш» й заповідей блаженства. Далі соборна діяльність стосувалась уставу Київського братства та особливого, за наполегливого прохання митрополита, піклування про Київські школи.
Сьомого дня було завершено розгляд «Катехізису», після обіду на порядок денний собору поставили три питання: обрання двадцять чотири священики для судових справ, щоб вони судили на зразок капітули; призначення доктором богослів’я о. Ісаю, ігумена Миколаївського монастиря, а також надання права служити із палецею для ректора Київських шкіл. За припущенням митр. Макарія (Булгакова) о. Ісаї дали ступінь доктора богослів’я за труди над «Катехізисом». Побічно про це свідчить той факт, що це відбулося в той самий день, коли завершили розгляд самого «Катехізису», а також і те, що невідомо іншої визначної богословської праці ігумена Миколаївського, а учасники собору не запитувала за що о. Ісаю удостоюють такої честі. Більшу дискусію викликає питання, чи о. Ісая самостійно, чи разом із святителем Петром Могилею трудився над цим твором. На восьмий день отці собору внесли корективи для звершення земних поклонів тим, хто очолює Літургію. Для ченців та черниць було заборонено ставати хресними батьками, а мирянам – брати у восприємники іновірця. 
Далі соборним розумом розглянули практичні моменти звершення таїнства Соборування, а саме: одному священику двічі на день єлей не освячувати і той самий єлей двічі не використовувати. Для звершення Таїнства намагатися залучити усіх сім священиків, якщо ж сім не знайдеться, то принаймні не менше трьох. При звершенні таїнства Вінчання наказується пресвітеру ніколи не опускати питань до шлюбної пари, чи добровільно вони вступають у шлюб і чи не має нареченого в молодої, чи нареченої в молодого, хоч би і в іншій країні. При виявлені перешкоди до вступу молодят у шлюб собор над такими забороняє звершувати Таїнство. Після обіду було прийнято постанову, у якій ігумен Миколаївського монастиря м. Києва призначався ревізором над протопресвітерами, а самим протопресвітерам була встановлена черга для звершення богослужінь у св. Софії. Цього ж дня собор обрав послів для делегації до Константинополя.
Дев’ятий і десятий дні Київського собору 1640 року були присвячені виключно дисциплінарним постановам щодо монастирів і впорядкуванню чернечого життя в нашій митрополії. Так, отці собору заборонили засновувати монастирі, хоч би й малі, без дозволу правлячого архієрея і наявності привілеїв. Нечисленні монастирі, у яких братія не перевищує кількості восьми осіб, повинні знаходитися під владою більшого монастиря, а настоятель такого монастиря має називатися не ігуменом, а «старцем». Собор визнав більш бажаним спільножитний устрій монастиря, з регламентацією чернечого життя згідно з уставом святого Василія Великого. При виявлені ченцем непослуху до старшого Собор заповідає такого монаха карати позбавленням трапези, а у випадку його невиправлення — виключенням із монастиря. Черниць мав право відвідувати тільки їхній духівник.
Ченцям і черницям Собор забороняє проживати приватно в селах і містах, а тільки в монастирях. Також отці собору звернули свою увагу на чернечий одяг, наголошуючи, щоб він не був із занадто розкішної тканини, а пояс із шовку було заборонено носити категорично. Очевидно, ця постанова отців була зумовлена наслідуванням наших ченців католицьких монахів, що любили одягатися пишно й розкішно. 
У випадку смерті ченця братія в кожному монастирі має згідно з християнським обов’язком відправити три Божественних Літургії за спокій душі померлого під страхом прокляття
Собор прийняв також рішення створити в Києві капітул з 24 священиків, що мав провадити суди над православним духовенством. Після Київський православного церковного собору 1640 соборів української православної церкви, на яких обговорювалися б її загальні справи, не відбувалося, хоча й проводились елекційні собори для обрання митрополитів та єпископів і збирались єпархіальні собори. На заваді скликання таких соборів спочатку стали політичні мотиви, що були пов'язані з подіями національної революції 1648—1676, а потім — протистояння на українських теренах двох релігійних центрів — Константинопольського патріархату та Московського патріархату. Результатом цього протистояння став Київський елекційний собор 1685, який поклав початок підпорядкуванню Київської православної митрополії Московському патріархатові.

## Джерело
- П.В. Голобуцький. Київський православний церковний собор 1640 [Архівовано 14 Квітня 2016 у Wayback Machine.] // Енциклопедія історії України: Т. 4: Ка-Ком / Редкол.: В. А. Смолій (голова) та ін. НАН України. Інститут історії України. - К.: В-во «Наукова думка», 2007. - 528 с.: іл.

На основі
- [Sakowicz K.] Sobór Kiowski schismaticki przez Oycca Piotra Mohiła złozony 1640, w którym, iz wielkie absurda y przeciwności wierze S. znaydnią sią, przeto czułoscią y staraniem X.Andrzeia Gembickiego biskupa Łuckiego na przestroga Rusi nie w Unii będącey z Ruskiego na Polski przełozony (20 septembra 1641). Warszawa, 1641.
- Деяния Киевского собора 1640 года, по рассказу Кассияна Саковича. В кн.: Русская историческая библиотека, издаваемая Археографической комиссией, т. 4: Памятники полемической литературы в Западной Руси, кн. 1. СПб., 1878.